# Luis R. Esteves
El Mayor General Luis Raúl Esteves (30 de abril de 1893 - 12 de marzo de 1958) fue el primer puertorriqueño y el primer ciudadano estadounidense de ascendencia hispana en graduarse de la Academia Militar de los Estados Unidos (West Point), y el fundador de la Academia de la Guardia Nacional de Puerto Rico. De su promoción de West Point (1915), que incluía a Dwight Eisenhower, Omar Bradley, Joseph T. McNarney, James Van Fleet y George E. Stratemeyer, Esteves fue el primero en alcanzar el rango de general.